# مهندسی و علم محاسبه

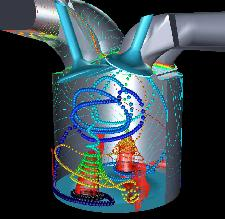
مهندسی و علم محاسبه

مهندسی و علم محاسبه (به انگلیسی: Computational Science and Engineering) یکی از رشته‌های جدید در مهندسی است. دانش آموختگان این رشته قادر به شبیه سازی و حل سیستم‌های فیزیکی به وسیلهٔ مدل سازی‌های بهینه متناسب با رایانه می‌گردند یعنی به زبانی دیگر یاد می‌گیرند که چگونه مسایل جدید در مهندسی و علم‌های پایه را با کمک کامپیوتر شبیه سازی و حل نمایند. این رشته در بسیاری از موسسه‌های آموزش عالی در مقطع‌های کارشناسی ارشد و دکتری ارائه می‌گردد با این حال در بعضی از موسسه‌ها در مقطع کارشناسی نیز چنین رشته‌ای ارائه می گردد. و نباید که با علوم رایانه اشتباه گرفته شود.

## زمینه ی کاری
یکی از زمینه‌های احتمالی کار برای آن‌ها کار در شرکت‌های تولید نرم‌افزارهای تخصصی رشته‌های مختلف علم هست که به‌طور مثال برای تولید نرم‌افزاری مانند ETABS که برای تمام مهندس‌های سازه در ایران نامی آشناست باید هم به تئوری رفتار سازه‌ها تسلط داشت و هم مبانی برنامه‌نویسی (مدل سازی با کامپیوتر).